# Cui de lemn

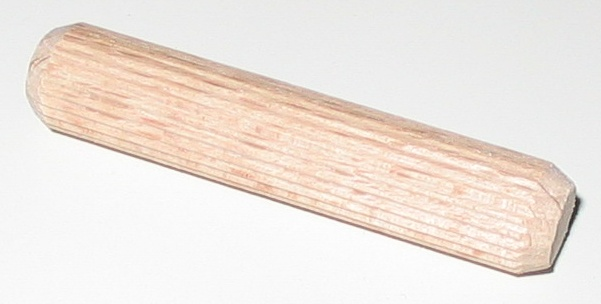
Cui de lemn

Cuiele de lemn sunt piese din lemn folosite ca elemente de îmbinare mecanică a două sau mai multor corpuri lemnoase sau din piele, cauciuc, etc. Cuiele de lemn nu au, spre deosebire de cele metalice un cap, sau floare. Au întrebuințare în cizmărie și tâmplărie.